# Aszur-belu-ka’’in
Aszur-belu-ka’’in (akad. Aššur-bēlu-ka’’in, w transliteracji z pisma klinowego zapisywane najczęściej maš-šur-EN-GIN(-in/ni) i maš-šur-EN-ka-in; tłum. „Aszurze, ustanów pana!”) – wysoki dostojnik za rządów asyryjskiego króla Salmanasara III (858-824 p.n.e.), noszący tytuł „naczelnego dowódcy wojsk” (turtānu); z asyryjskich list i kronik eponimów wiadomo, iż w 856 r. p.n.e. sprawował urząd limmu (eponima). Zgodnie z jedną z inskrypcji Salmanasara III to za jego eponimatu rozpocząć się miała wyprawa wojenna przeciw Til-Barsip, stolicy aramejskiego królestwa Bit-Adini. Z kolei według epickiego poematu odnalezionego w Sultantepe (starożytna Huzirina) to właśnie jemu powierzyć miał król twierdze zdobyte w czasie podboju Til-Barsip.